# Accademia di Belle Arti di Bologna

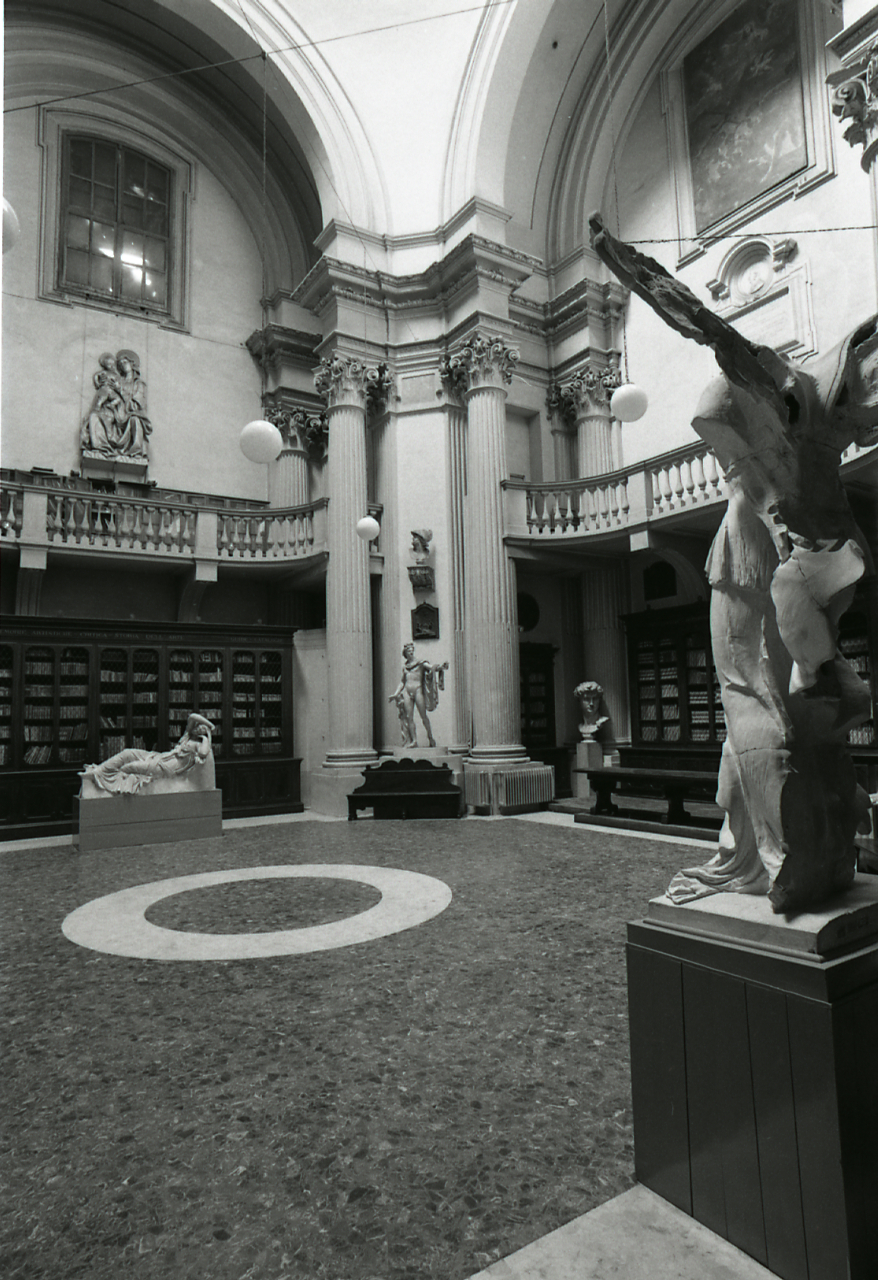
Accademia di Belle Arti

Die Accademia di Belle Arti di Bologna („Akademie der Schönen Künste von Bologna“) ist eine öffentliche Hochschule für Bildende Kunst in Bologna, in der Region Emilia-Romagna in Norditalien.
Die früheste bekannte Kunstakademie in Bologna war die „Accademia dei Desiderosi“, später als Accademia degli Incamminati bekannt, gegründet um 1582 von Ludovico Carracci, Agostino  Carracci und Annibale Carracci, und manchmal als „Accademia dei Carracci“ bekannt. 
Im Jahr 1706 trafen sich Giampietro Zanotti und andere Künstler im Palazzo Fava, um mit Genehmigung des Papstes Clemens XI. eine neue Akademie zu gründen. Die Malerakademie wurde im Hause von Luigi Ferdinando Marsili am 2. Januar 1710 eröffnet. Im Oktober 1711 erhielt die Akademie den Namen „Accademia Clementina“. Sie wurde ein Teil des mit der Unterstützung des Papstes von Luigi Ferdinando Marsili am 12. Dezember 1711 gegründeten Istituto delle Scienze e Arti Liberali, das 1714 in Accademia delle Scienze dell’Istituto di Bologna umbenannt wurde. 
Die Accademia Clementina belegte ein Stockwerk des Palazzo Poggi, damals bekannt als Palazzo Cellesi; die Accademia delle Scienze befand sich auf der nächsten Etage und darüber das astronomische Observatorium „Specola“.
An der Accademia Clementina unterrichteten u. a. Carlo Cignani und Donato Creti, wie auch drei Mitglieder der Familie Galli von Architekten und Bühnenbildnern aus Bibbiena im Gebirgstal Casentino: Ferdinando Galli da Bibiena, Francesco Galli da Bibiena und Giuseppe Galli da Bibiena. Zu den Künstlern, die mit der Akademie verbunden waren, gehörten Vittorio Bigari, Gaetano Gandolfi, Ercole Lelli, Francesco Rosaspina, Raffaele Suà und Angelo Venturoli. 
Die Accademia Clementina wurde 1796 nach dem Einmarsch Napoleons in Italien geschlossen.
1802 gründete die napoleonische Verwaltung eine neue Akademie, die „Accademia Nazionale di Belle Arti di Bologna“, in den von Alfonso Torreggiani zwischen 1728 und 1735 erbauten Gebäuden der ehemaligen Jesuitenkirche und des Klosters Sant’Ignazio. Sie wurde 1805 zu „Reale Accademia di Belle Arti“ umbenannt, im Jahr 1815, nach dem Sturz Napoleons und der Rückkehr der päpstlichen Autorität, wurde die Akademie wieder auf „Pontificia Accademia di Belle Arti“ umbenannt. Nach der Einigung Italiens hieß sie „Regia Accademia di Belle Arti di Bologna“.
Im Jahr 1882 wurde die Pinakothek, die Kunstsammlung der Akademie, von der Schule getrennt und an die Direzione delle Antichità e Belle Arti übergeben (jetzt Ministero per i Beni e le Attività Culturali). Die beiden Institutionen teilten sich weiterhin das gleiche Gebäude. 
Die Accademia Clementina wurde 1931 als eine wissenschaftliche Gesellschaft neu gegründet. Sie teilt die Räumlichkeiten der Hochschule und hat drei Klassen der Mitgliedschaft: Ehrenmitglieder, tätige Mitglieder, die das Lehrpersonal der Accademia bilden, und korrespondierende Mitglieder. Sie veröffentlicht eine Zeitschrift, die „Accademia Clementina. Atti e Memorie“.